# Gabriella Bascelli
Gabriella Bascelli (* 19. August 1982 in Johannesburg) ist eine ehemalige italienische Ruderin. Sie war Weltmeisterschaftsdritte 2002 und Europameisterin 2009.

## Sportliche Karriere
Bascelli wuchs im Heimatland ihrer Mutter in Südafrika auf, wegen ihres italienischen Vaters hatte sie allerdings die italienische Staatsbürgerschaft. In den Jahren 1999 und 2000 gewann sie für Italien die Silbermedaille im Einer bei den Junioren-Weltmeisterschaften. Bei den Weltmeisterschaften 1999 in der Erwachsenenklasse trat sie ebenfalls im Einer an belegte aber nur den 18. Rang. 
Im Oktober 2000 wurde sie in Südafrika Opfer eines Überfalls und musste nach mehreren Schusswunden dreimal operiert werden, während ihres Krankenhausaufenthalts wurde ihr Bruder ermordet. 2001 zog sie endgültig nach Italien.
2002 kehrte sie auf die Regattastrecke zurück. Zusammen mit Elisabetta Sancassani startete sie im Doppelzweier und gewann den Titel bei den U23-Weltmeisterschaften in Genua. Anderthalb Monate später traten die beiden bei den Weltmeisterschaften in Sevilla an und erkämpften die Bronzemedaille hinter den Booten aus Neuseeland und Russland. 2003 fanden die Weltmeisterschaften vor heimischem Publikum in Mailand statt, Bascelli und Sancassani belegten den fünften Platz. 2004 erreichten die beiden den achten Platz bei den Olympischen Spielen in Athen.
2005 wechselte sie in den Doppelvierer, mit dem sie den achten Platz bei den Weltmeisterschaften 2005 belegte. Auch im Jahr darauf bei den Weltmeisterschaften in Eton belegte sie den achten Platz, diesmal allerdings im Einer. 2007 folgte der elfte Platz im Einer bei den Weltmeisterschaften in München. Zum Saisonausklang 2007 ruderte sie auf den siebten Platz bei den Europameisterschaften in Posen. Auch bei den Olympischen Spielen 2008 in Peking trat Bascelli im Einer an und belegte den achten Platz. Bei den Europameisterschaften 2008 bei Athen trat sie mit Erika Bello im Doppelzweier an und gewann die Bronzemedaille hinter den Booten aus der Ukraine und aus Polen.
Bei den Weltmeisterschaften 2009 in Posen belegte der italienische Doppelvierer mit Erika Bello, Gabriella Bascelli, Laura Schiavone und Elisabetta Sancassani den vierten Platz mit 3,7 Sekunden Rückstand auf die drittplatzierten Deutschen. Bei den Europameisterschaften 2009 erkämpften die Italienerinnen die Silbermedaille hinter den Ukrainerinnen. Schiavone und Bascelli traten auch im Doppelzweier an und siegten vor den Tschechinnen und den Polinnen.
Nach längerer Pause versuchte sich Bascelli 2012 mit dem Doppelvierer für die Olympischen Spiele 2012 in London zu qualifizieren. Nachdem dies misslang, trat sie zum Abschluss ihrer Karriere mit dem italienischen Achter bei den Europameisterschaften in Varese an und gewann die Silbermedaille hinter dem Großboot aus Rumänien.